# نهر ينغ
نهر ينغ (بالصينية المبسطة: 颍河؛ بالصينية التقليدية: 潁河؛ بينيين: Yǐng Hé) هو أكبر روافد نهر هواي، وينبع من مقاطعة خنان، الصين. يتدفق النهر من مدينة زهوكو في خنان، عبر مدينة فويانغ في مقاطعة آنهوي، ثم يصب في نهر هواي في تشنغيانغ.
يعاني نهر ينغ من تلوث خطير على طوله بالكامل، وفي عام 2007، صنفت وكالة حماية البيئة الصينية جودة مياهه على أنها أقل من الدرجة الخامسة.